# Tikanoba
Tikanoba è un comune dell'Azerbaigian situato nel distretto di Xaçmaz. Conta una popolazione di 371 abitanti.